# Yūko Arimori
Yūko Arimori (有森 裕子?, Arimori Yūko; Okayama, 17 dicembre 1966) è un'ex maratoneta giapponese, vincitrice di due medaglie ai Giochi olimpici.

## Palmarès
| Anno | Manifestazione  | Sede       | Evento   | Risultato | Prestazione | Note |
| ---- | --------------- | ---------- | -------- | --------- | ----------- | ---- |
| 1991 | Mondiali        | Tokyo      | Maratona | 4ª        | 2h31'08"    |      |
| 1992 | Giochi olimpici | Barcellona | Maratona | Argento   | 2h32"49'    |      |
| 1996 | Giochi olimpici | Atlanta    | Maratona | Bronzo    | 2h28'39"    |      |